# Phú Thọ (xã)
Phú Thọ là một xã thuộc tỉnh Đồng Tháp, Việt Nam.

## Địa lý
Xã Phú Thọ có vị trí địa lý:
- Phía đông giáp xã Tràm Chim.
- Phía tây giáp xã An Long.
- Phía nam giáp xã Thanh Bình và Tân Thạnh.
- Phía bắc giáp xã An Hòa và Tam Nông.

Xã có diện tích 84,90 km², dân số năm 2025 là 30.372 người, mật độ dân số đạt 357 người/km².

## Lịch sử
Quyết định số 11-HĐBT ngày 19 tháng 02 năm 1983 của Hội đồng Bộ trưởng, chia xã Phú Thành thành hai xã lấy tên là xã Phú Thành và xã Phú Thọ.
Quyết định số 13-HĐBT ngày 23 tháng 02 năm 1983 của Hội đồng Bộ trưởng, xã Phú Thọ thuộc huyện Tam Nông, tỉnh Đồng Tháp.
Ngày 16 tháng 6 năm 2025, Ủy ban Thường vụ Quốc hội ban hành Nghị quyết số 1663/NQ-UBTVQH15 về việc sắp xếp các đơn vị hành chính cấp xã của tỉnh Đồng Tháp năm 2025. Theo đó, sắp xếp toàn bộ diện tích tự nhiên, quy mô dân số của xã Phú Thành A và Phú Thọ thành xã mới có tên gọi là xã Phú Thọ.
Sau khi sáp nhập, xã Phú Thọ có 84,90 km² diện tích tự nhiên và dân số 30.372 người.

## Thư viện ảnh

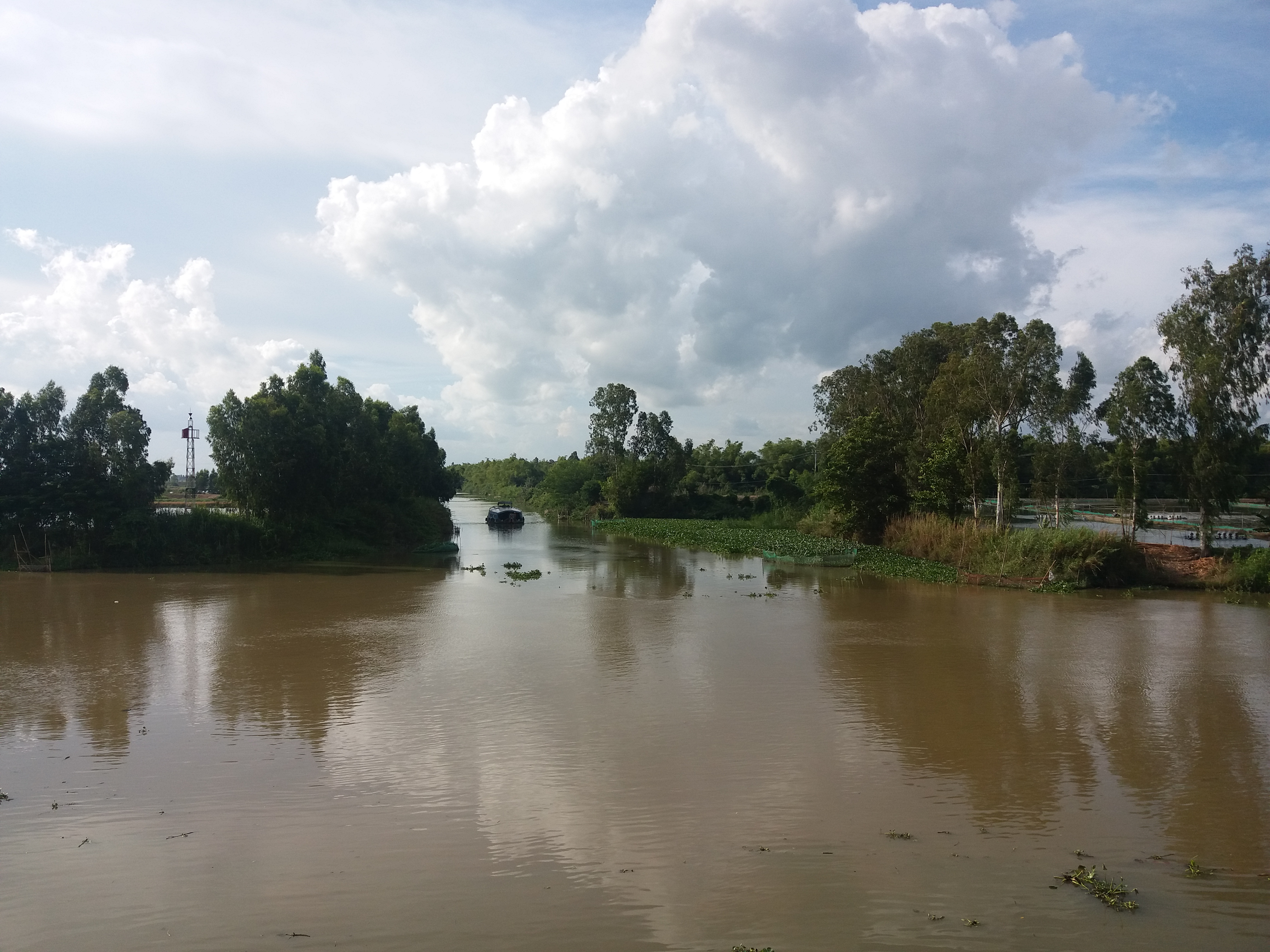
Một ngã tư kênh.